# سامسونگ اس‌جی‌اچ-تی۱۰۹
سامسونگ اس‌جی‌اچ-تی۱۰۹ یک‌نمونه از گوشی‌های تلفن همراه سری T شرکت سامسونگ می باشد که توسط همین شرکت به بازار عرضه شده‌است.